# Операция Pike

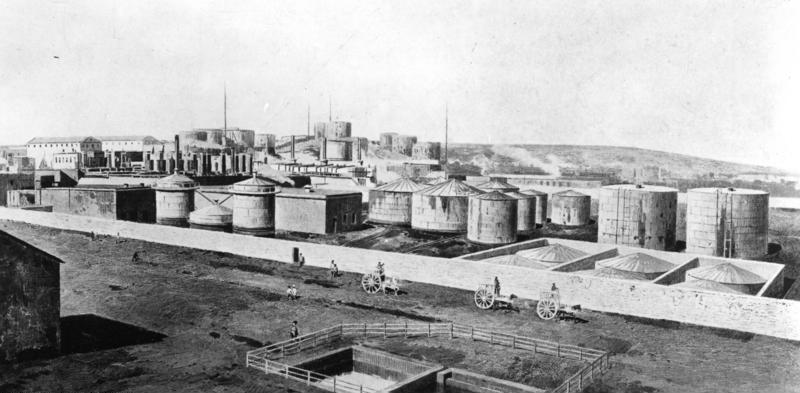
Нефтеперерабатывающий завод в Баку, 1912

Операция Pike (англ. pike — щука или острие копья) — кодовое название англо-французского плана стратегических бомбардировок бакинских нефтепромыслов в начальный период Второй мировой войны. Не был реализован.
Несмотря на формальный нейтралитет СССР в разразившейся войне в Европе, британцы и французы пришли к выводу, что советско-германский пакт сделал Москву сообщницей Гитлера. Уничтожив нефтепромыслы Баку и Грозного, союзники надеялись ослабить советскую нефтяную промышленность и таким образом лишить нацистскую Германию советской нефти.

## Предпосылки
После заключения пакта Молотова — Риббентропа Великобритания и Франция были глубоко обеспокоены ростом поставок нефти из СССР в гитлеровскую Германию. Союзники считали, что зависимость Германии от импорта нефти из СССР открывает возможность для воздействия на военную мощь Германии. Уничтожение нефтепромыслов Баку лишило бы гитлеровскую Германию важного источника стратегического сырья.

## Планирование
Планирование операций против СССР, как союзника Германии, началось после советского вторжения в Польшу в сентябре 1939 года и ускорилось после нападения СССР на Финляндию в ноябре 1939 года. План включал захват северной Норвегии и Швеции и ввод войск в Финляндию для противостояния советскому вторжению, а также действия флота в Балтийском море (Операция «Катерина»). Из-за недостатка ресурсов план был ограничен захватом Норвегии и шведских железных рудников.
19 января 1940 г. французский премьер-министр Э. Даладье поручил главнокомандующим сухопутными и морскими силами Франции М. Гамелену и Ф. Дарлану представить соображения на тему борьбы с поставками нефти из СССР в Германию. В то же время посол США во Франции Уильям Буллит сообщил президенту Рузвельту о том, что французы рассматривают бомбардировку Баку французскими ВВС с территории Сирии «наиболее эффективным способом ослабления Советского Союза». Предлагалось рассмотреть три варианта действий:
- перехват советских танкеров;
- военное вторжение на Кавказ;
- организация мусульманско-сепаратистских восстаний на Кавказе[5].

Согласно отчету, предоставленному генералом Гамеленом французскому премьер-министру 22 февраля 1940 года, недостаток топлива парализует вооруженные силы СССР, а также его сельское хозяйство, с возможностью последующего широкомасштабного голода или даже крушения государства: «Фундаментальной слабостью русской экономики является её зависимость от кавказской нефти. От этого источника полностью зависят как их вооруженные силы, так и механизированное сельское хозяйство. Более 90 % нефтедобычи и 80 % нефтепереработки сосредоточено на Кавказе (в основном в Баку). Поэтому любой значительный перерыв поставок нефти будет иметь далеко идущие последствия и даже может привести к коллапсу военной, промышленной и сельскохозяйственной систем России». Кроме этого, разрушение нефтяных месторождений также лишило бы Германию доступа к важному источнику сырья.
8 марта 1940 года Комитет начальников штабов Великобритании подготовил меморандум «Военные последствия военных действий против России в 1940 году». В этом документе предусматривались три основных направления операций против СССР: северное (в районах Петсамо, Мурманска и Архангельска), дальневосточное и южное. В докладе подчеркивалось, что «наиболее уязвимыми целями на Кавказе являются нефтепромышленные районы в Баку, Грозном и Батуми», и отмечалось, что к нанесению воздушных ударов полезно также привлечь военно-морские силы: «рейды авианосцев в Чёрном море с целью бомбардировок нефтеперегонных предприятий, нефтехранилищ или портовых сооружений в Батуми и Туапсе будут полезным дополнением к основным воздушным налётам на Кавказский регион и могут привести к временному разрушению русской обороны». В меморандуме, однако, делался вывод, что война с СССР желательна только в том случае, если это приведёт к быстрой победе над Германией.
Непосредственное планирование операции, получившей кодовое название «Operation Pike», было начато англичанами в марте 1940 года после окончания советско-финляндской войны 1939—1940 годов. К апрелю планы авиаударов по Баку, Батуми и Грозному с авиабаз в Иране, Турции и Сирии были готовы.
Новый французский премьер-министр П. Рейно писал в своём меморандуме британскому правительству от 25 марта: «Решительные операции на Чёрном и Каспийском морях необходимы союзникам не только для того, чтобы сократить снабжение Германии нефтью, но и, в первую очередь, парализовать всю экономику СССР до того, как рейху удастся использовать её в своих интересах… Отсутствие состояния войны между союзниками и Россией, возможно, будет рассматриваться английским правительством как препятствие для таких действий. Французское правительство не отрицает это препятствие, но считает, что нам не следует колебаться и, если нужно, взять на себя ответственность за разрыв с Россией…»
В конце марта 1940 г. Высший союзный военный совет принял решение планировать нанесение удара по советским нефтепромыслам, оговорив, что решение о нанесении такого удара будет поставлено в зависимость от развития взаимоотношений СССР с Францией и Великобританией.

## Разведывательные полёты
30 марта 1940 года британский разведывательный самолёт «Локхид-12А», взлетевший с британской авиабазы Хаббания в Ираке, с высоты 7 км произвёл стереоскопическую фотосъёмку Баку и прилегающих нефтепромыслов. Через 4 дня этот же самолёт произвёл разведку районов Батуми и Поти, где находились нефтеперегонные заводы. В этот раз советская зенитная артиллерия дважды открывала по нему огонь, выпустила 34 76-мм снаряда, но попаданий не добилась.
В апреле 1940 года после окончания Советско-финской войны с Карельского перешейка в Закавказье были перебазированы советские радиолокационные комплексы РУС-1.

## Практическая подготовка
В протоколе заседаний координационных групп штабов ВВС Франции и Великобритании 4-5 апреля 1940 г. указано, что воздушные действия франко-британских сил «будут направлены против нефтеочистительных заводов и портовых сооружений городов Батуми, Поти, Грозный, Баку». В качестве возможного объекта атак назван и порт Одесса. Приводился следующий расчёт: «Для проведения операции будет использовано от 90 до 100 самолётов в составе 6 французских групп и 3 британских эскадрилий. За каждый вылет они смогут сбросить в общей сложности максимум 70 т бомб на сотню нефтеочистительных заводов». В штабе ВВС Великобритании был разработан план МА-6, согласно которому удары по объектам на Кавказе должны были осуществлять 4 группы британских бомбардировщиков «Бленхейм» и 5 групп бомбардировщиков производства США «Гленн-Мартин». На разрушение Баку отводилось 15 дней, Грозного — 12, Батуми — всего 1,5 дня. В окончательном варианте план получил название «Щука» (англ. Pike) .
По другим сведениям, по состоянию на 1 апреля 1940 года для проведения этой операции в состав Ближневосточного командования было передано 48 бомбардировщиков Bristol Blenheim Mk IV и несколько бомбардировщиков Vickers Wellesley для ночных вылетов. Также в ночных вылетах планировалось задействовать французскую авиацию — 65 самолётов Martin Maryland американского производства и 24 тяжелых бомбардировщика Farman F.222. Для своих самолётов французы строили новые аэродромы базирования с планируемой готовностью к 15 мая 1940 года. Операция должна была продлиться три месяца, и на её проведение было выделено 404 полубронебойных бомбы (230 кг), 5 742 ОФБ (554 по 230 кг и 5 188 по 110 кг), а также 69 192 зажигательные бомбы (1,8 кг). Для обеспечения фактора внезапности первый удар планировалось нанести по удалённому от побережья Грозному, поскольку Баку и Батуми, на которые можно было зайти с моря, представлялись гораздо более лёгкими целями.
В докладе от 17 апреля 1940 г. командующий французскими силами в Сирии и Ливане генерал Максим Вейган предложил назначить срок окончания подготовки операции на конец июня — начало июля, но при этом отметил, что ещё ни одной авиагруппы, выделенной для операции, в Левант не прибыло, а самолёты для их вооружения только начали прибывать в порты. Аналогично обстояло дело и с ходом подготовки британской части операции. К 1 мая 1940 года французы имели на Среднем Востоке только одну группу бомбардировщиков Glen Martin 167 (G.B. I/39 в Ливане), а англичане — только одну эскадрилью «длинноносых» Blenheim’ов (№ 113 в Египте).
Дело в том, что 9 апреля 1940 г. началась операция «Везерюбунг» — высадка немецких войск в Норвегии. Это событие отодвинуло операцию против кавказских нефтепромыслов на задворки планирования.

## Отмена операции
После оккупации Парижа немецкими войсками в июне 1940 года секретный план бомбардировок СССР был захвачен и использован в пропагандистских целях. В частности, 4 июля 1940 года, оправдывая нападение на Францию, немецкое новостное агентство DNB (Deutsches Nachrichtenbüro) предало огласке отрывки из относящихся к этой операции документов, сопроводив их следующим комментарием: «Германия заслуживает благодарности за спасение этих других [включая СССР] государств от втягивания в этот хаос в результате интриг… поскольку она своевременно приняла ответные меры и быстро разгромила Францию». Рассекречивание плана и выход Франции из войны привели к победе противников бомбардировки в английском Парламенте, и план был отменён.
Из публикуемых сегодня документов видно, что французский посол в Анкаре Массильи 14 марта 1940 года вел разговор с турецким министром иностранных дел Сараджоглу по поводу возможности бомбардировок Баку и Батуми, при чем Массильи ставит в известность свое правительство, что никаких трудностей в реализации этих мероприятий ... со стороны турецкого правительства не предвидится.
Базами для английской и французской авиации ... намечались (с разрешения турецкого командования) аэродромы в Диарбекире, Эрзеруме, Карсе, то-есть аэродромы турецкие.«Правда», 5 июля 1940 (№185)
На заседании Высшего союзного военного совета 22-23 апреля 1940 г. британский премьер-министр Н. Чемберлен указал, что СССР меняет свой политический курс и всё более строго придерживается нейтралитета, так что необходимость в ударе отпадает. Кроме того, ожидалось немецкое наступление, и бомбардировщики требовались для его отражения.
После нападения Германии на СССР 22 июня 1941 года нереализованный план операции Pike стал основой для плана уничтожения с воздуха кавказских нефтяных месторождений и нефтеперерабатывающих заводов в случае захвата их немцами.

## Оценки
Несмотря на то, что эта операция была призвана ослабить как нацистскую Германию, так и коммунистический Советский Союз, её последствия для Англии и Франции, по всей вероятности, были бы скорее негативными. В случае проведения операции до вторжения Германии во Францию, Англия — после поражения Франции — могла получить войну с объединившими силы Германией и СССР (что устранило бы возможность практически неизбежного в любом другом случае конфликта между этими государствами). В случае проведения операции в 1942 году в целях предотвращения захвата немцами кавказской нефти её успех мог подорвать способность СССР к дальнейшему сопротивлению, привести к крушению государственной власти с последующим выходом страны из войны. Кроме этого, сторонники такой точки зрения указывают на крайне низкую эффективность английских бомбардировок Германии в 1940 году.